# Шамбере
Шамбере (фр. Chamberet) насеље је и општина у централној Француској у региону Лимузен, у департману Корез која припада префектури Тил.
По подацима из 2011. године у општини је живело 1333 становника, а густина насељености је износила 19,08 становника/km². Општина се простире на површини од 69,85 km². Налази се на средњој надморској висини од 450 метара (максималној 727 m, а минималној 376 m).

## Демографија
| 1962. | 1968. | 1975. | 1982. | 1990. | 1999. | 2011. |
| ----- | ----- | ----- | ----- | ----- | ----- | ----- |
| 1.153 | 1.413 | 1.415 | 1.470 | 1.376 | 1.304 | 1.333 |

График промене броја становника у току последњих година